# Millstone (Kentucky)
Millstone es un lugar designado por el censo ubicado en el condado de Letcher en el estado estadounidense de Kentucky. En el Censo de 2010 tenía una población de 117 habitantes y una densidad poblacional de 203,49 personas por km².

## Geografía
Millstone se encuentra ubicado en las coordenadas 37°9′48″N 82°44′59″O / 37.16333, -82.74972. Según la Oficina del Censo de los Estados Unidos, Millstone tiene una superficie total de 0.57 km², de la cual 0.55 km² corresponden a tierra firme y (3.6%) 0.02 km² es agua.

## Demografía
Según el censo de 2010, había 117 personas residiendo en Millstone. La densidad de población era de 203,49 hab./km². De los 117 habitantes, Millstone estaba compuesto por el 97.44% blancos, el 0.85% eran afroamericanos, el 0% eran amerindios, el 0% eran asiáticos, el 0% eran isleños del Pacífico, el 0% eran de otras razas y el 1.71% pertenecían a dos o más razas. Del total de la población el 0.85% eran hispanos o latinos de cualquier raza.